# Північне регіональне управління ДПС (Україна)
Північне регіональне управління (в/ч 1497) — колишній територіальний орган Державної прикордонної служби України, що охороняв ділянку державного кордону України із трьома суміжними державами, загальною протяжністю 1358,6 км; із них: сухопутна — 985,7 км; річкова — 370,7 км, озерна — 2,2 км. Протяжність кордону з Російською Федерацією — 183 км, Білоруссю — 1061,1 км, Республікою Польща — 114,5 км.
До складу управління входять три прикордонні загони — Чернігівський, Житомирський та Луцький.
У зону відповідальності регіонального управління входять радіоактивно забруднені ділянки у Зоні відчуження Чорнобильської АЕС.

## Історія
2 листопада 2002 року в України на базі підрозділів Північного-Західного та Східного напрямів Прикордонних військ України створено Північний напрям Прикордонних військ України, надалі реорганізований в Північне регіональне управління (з центром у місті Житомир).
Під охорону трьох прикордонних загонів регіонального управління — Чернігівського, Житомирського та Луцького — взято ділянку державного кордону загальною протяжністю 1358,6 км. Особливістю ділянки відповідальності Північного регіонального управління є наявність радіаційно забруднених районів внаслідок аварії на Чорнобильській АЕС в 1986 році, що ускладнює її охорону. В районах підвищеної радіаційної небезпеки несуть службу підрозділи всіх загонів. У ІІІ зоні (зоні гарантованого (добровільного) відселення) — більшість підрозділів Житомирського загону. У IV (підвищеного радіоекологічного контролю) — впс «Семенівка» Чернігівського загону та впс «Млачівка» Житомирського загону.
Охорона кордону здійснюється по зовнішній межі зони радіаційного забруднення відділами прикордонної служби «Іванків» та «Млачівка», міждержавний пропуск через кордон проводиться в пункті пропуску «Вільча» впс «Овруч» Житомирського загону. Загальна протяжність тилової межі зони відчуження і безумовного (обов'язкового) відселення складає 142,7 кілометра, а безпосередньо по лінії кордону — 154,5 км. Персонал, якій проходить службу в цих підрозділах щорічно проходить медичне обстеження на вміст радіонуклідів з залученням лікарів-спеціалістів та отримує щомісячну надбавку до грошового забезпечення.
У період з 2002 по 2009 роки персоналом управління не пропущено через державний кордон з різних причин понад 44000 осіб, затримано близько 3000 незаконних мігрантів. Вилучено контрабандних товарів на суму понад 178 мільйонів гривень, понад 800 кілограмів наркотичних речовин, 1218 одиниць зброї, понад 111 тисяч одиниць боєприпасів та 312 кілограмів вибухових речовин. До адміністративної відповідальності притягнуто 49000 порушників законодавства з прикордонних питань на яких накладено штрафів на суму понад 2 млн гривень.
В кінці грудня 2019 року в рамках оптимізації структури Державної прикордонної служби та скорочення управлінської ланки, ліквідовано Північне РУ. Прикордонні загони зі складу управління передані:  Луцький – Західному регіональному управлінню, Чернігівський та Житомирський стали органами центрального підпорядкування.

## Структура
- Чернігівський прикордонний загін (м. Чернігів)
- Житомирський прикордонний загін (м. Житомир)
- Луцький прикордонний загін (м. Луцьк)

Підрозділи дислокуються на території 5 областей (Чернігівської, Київської, Житомирської, Рівненської, Волинської) та 19 прикордонних районів України. Безпосередньо державний кордон охороняють 24 відділи прикордонної служби. На ділянці відповідальності регіонального управління відповідними міжурядовими Угодами визначено 27 пунктів пропуску через державний кордон та 4 пункти контролю (міжнародних — 17, міждержавних — 5, місцевих — 9).

## Командування
- генерал-майор Мишаковський Віктор Юрійович (2002—2003 рр.)
- генерал-майор Хортюк Анатолій Володимирович (2003—2008 рр.)
- генерал-майор Мишаковський Віктор Юрійович (знову, 2008—2009 рр.)
- генерал-лейтенант Кучеренко Андрій Аркадійович (2009—2011 рр.)
- генерал-майор Токовий Ігор Борисович (жовтень 2011 — ???? рр.)[5]
- генерал-майор Плешко Володимир Костянтинович (листопад 2014 — квітень 2015)[6]
- генерал-майор Єгоров Володимир Сергійович (червень 2015 — жовтень 2015)
- генерал-майор Курніков Валерій Валерійович (жовтень 2015 — ???)
- полковник Москаленко Сергій Анатолійович в.о. ()[джерело?]